# Max Schmitt im Einer
Max Schmitt im Einer (englisch Max Schmitt in a Single Scull, bzw. The Champion Single Sculls oder The Champion, Single Sculls) ist ein 1871 fertiggestelltes Öl-Gemälde von Thomas Eakins. Das Porträt seines deutschstämmigen Jugendfreundes Max Schmitt ist das erste und nach Ansicht von Kritikern bekannteste und beste seiner Ruderbilder.
Das Bild wurde kurz nach seiner Fertigstellung einmalig für vier Tage im Entstehungs- und Handlungsort Philadelphia gezeigt. Erst seit es 1934 vom Metropolitan Museum of Art in New York erworben wurde, zu dessen ständiger Sammlung es seither gehört, ist es wieder für die Öffentlichkeit zugänglich.
Milton Brown sieht in der Wahl des Motivs eine neue Qualität. Zwar sei seine Ästhetik eher rückständig,  das Thema jedoch neu. Sportbilder zählten in dieser Zeit zur niederen, volksnahen Kunst.

## Beschreibung

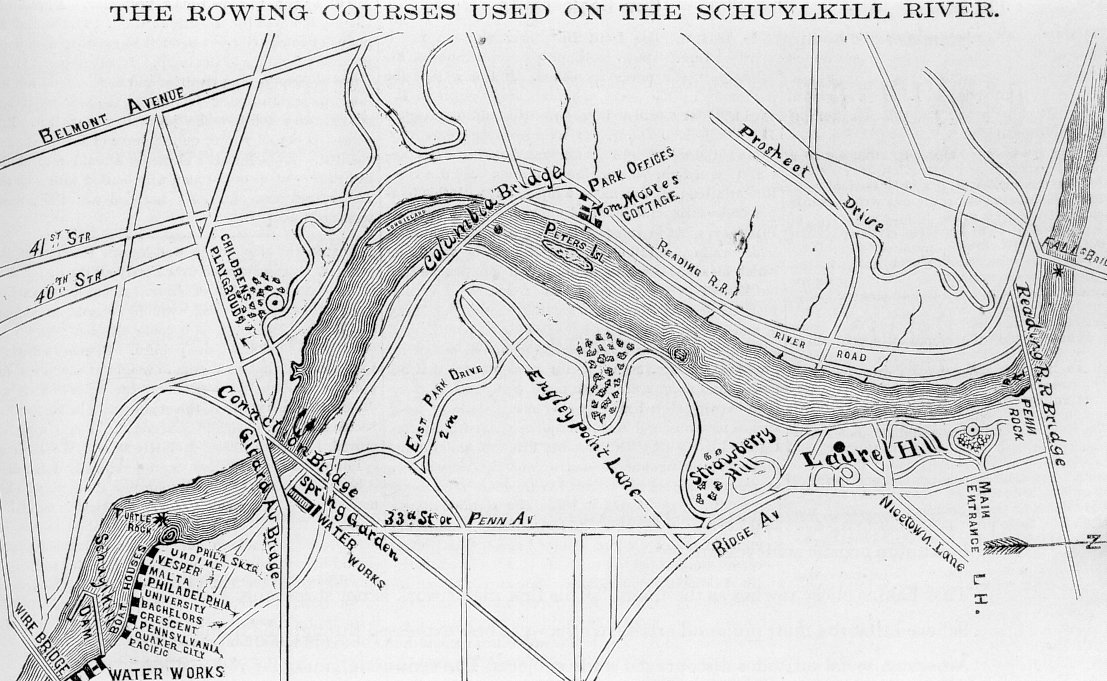
Regattastrecke auf dem Schuylkill
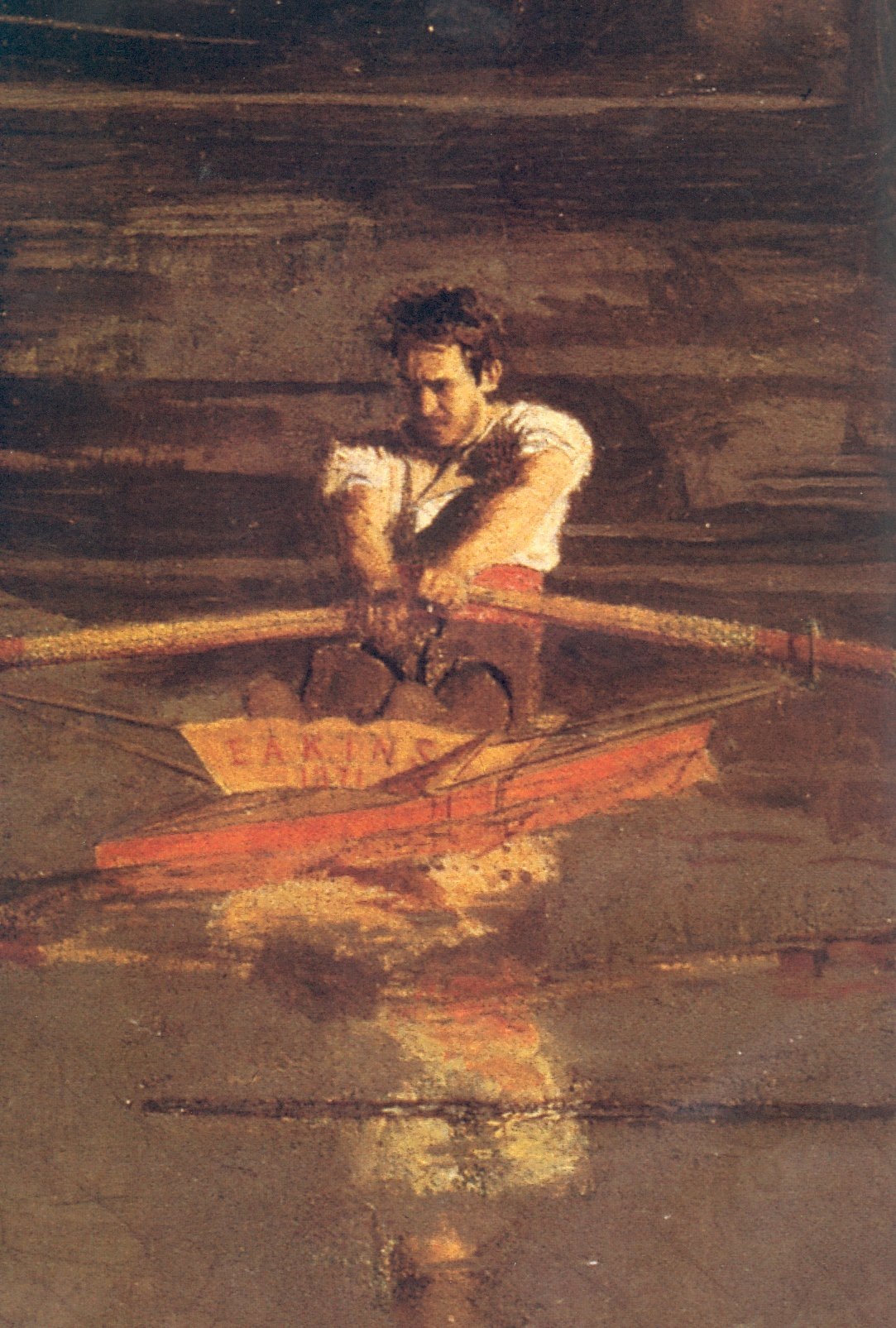
Ausschnitt mit Eakins und seiner Signatur
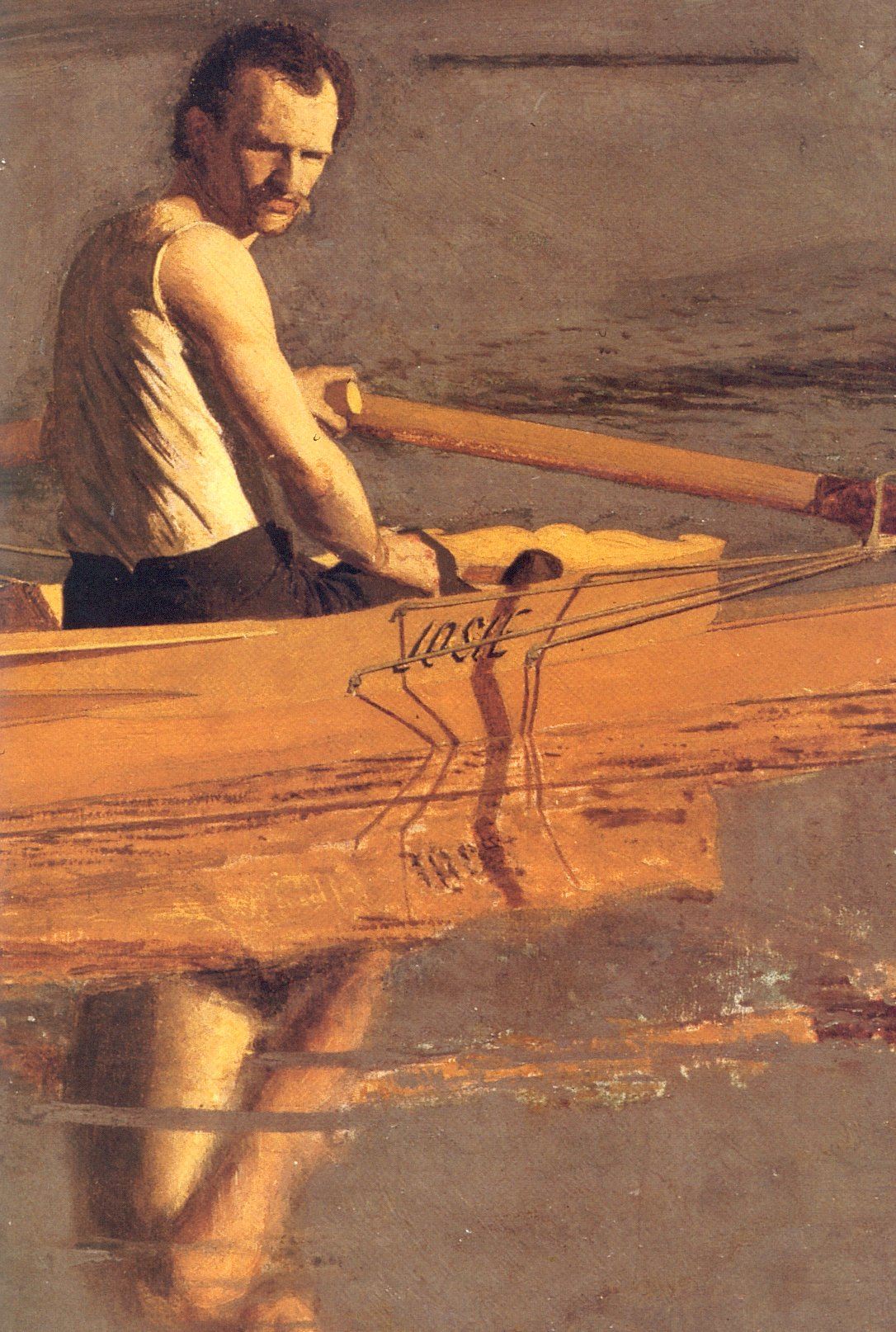
Ausschnitt von Max Schmitt
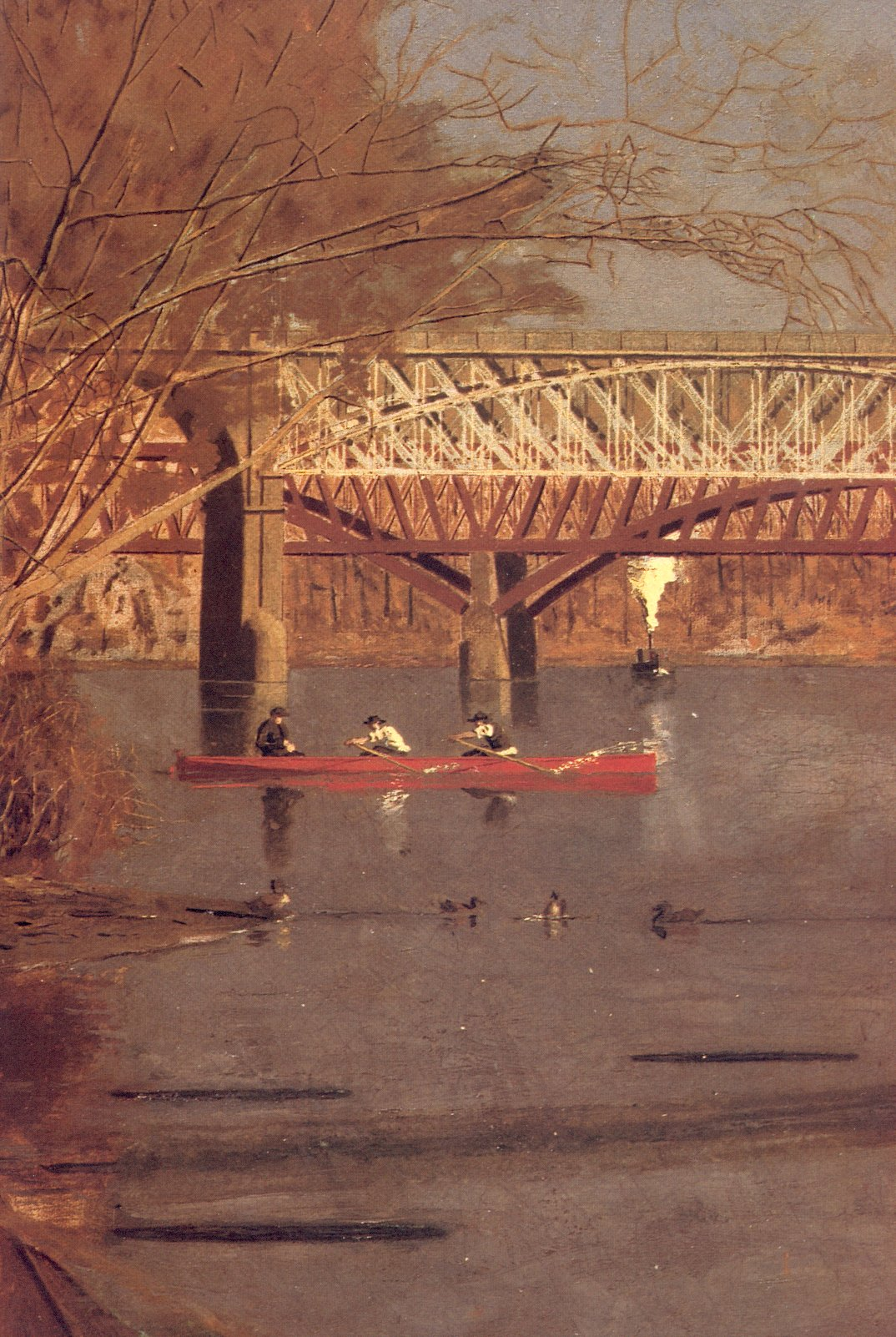
Ausschnitt vom Hintergrund

Im Philadelphia des späten 19. Jahrhunderts war das Rudern eine in der Bevölkerung weit verbreitete Sportart. Auch Eakins und Schmitt waren aktive Ruderer.
Austragungsort von Regatten der örtlichen Ruderclubs (die sogenannte Schuylkill Navy) war der Schuylkill River.
Das Gemälde zeigt Max Schmitt in einem Einer im Vordergrund des Bildes. Schmitt schaut über seine Schulter nach vorne aus dem Bild heraus. Die Seite seines Bootes ist mit dem Namen Josie (nach Schmitts Schwester) beschriftet. Wie der alternative Name des Gemäldes (The Champion, Single Sculls) andeutet, wird Schmitt beim Ausruhen nach einer erfolgreichen Wettfahrt gezeigt. Es wird angenommen, dass es Schmitts Sieg am 5. Oktober 1870 darstellt. Als Tageszeit wird Nachmittag angegeben.
In der Mitte des Bildes hat sich Eakins ebenfalls in einem Einer selbst dargestellt. Auf der Rückwand des Bootes findet sich Eakins’ Signatur. Er rudert von Schmitt weg.
Im Hintergrund sind die Brücken Pennsylvania Railroad Connecting Bridge und Girard Avenue Bridge zu sehen. Vor den Brücken ist eine altertümliche, im Gegensatz zu den sehr leichten Einern, schwere Barge zu sehen, hinter den Brücken ein Dampfboot.
In der dargestellten Zeit setzten sich Ruderboote mit beweglichem Sitz immer mehr durch. Der Literatur ist jedoch nicht zu entnehmen, ob Schmitt und Eakins derartig ausgestattete Boote benutzten.

## Entstehung

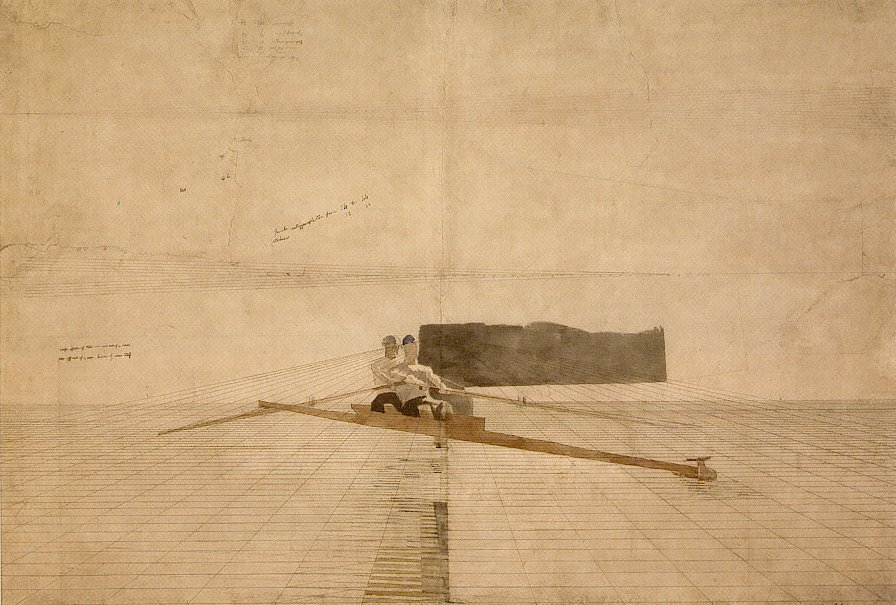
Perspektivstudie, 1872

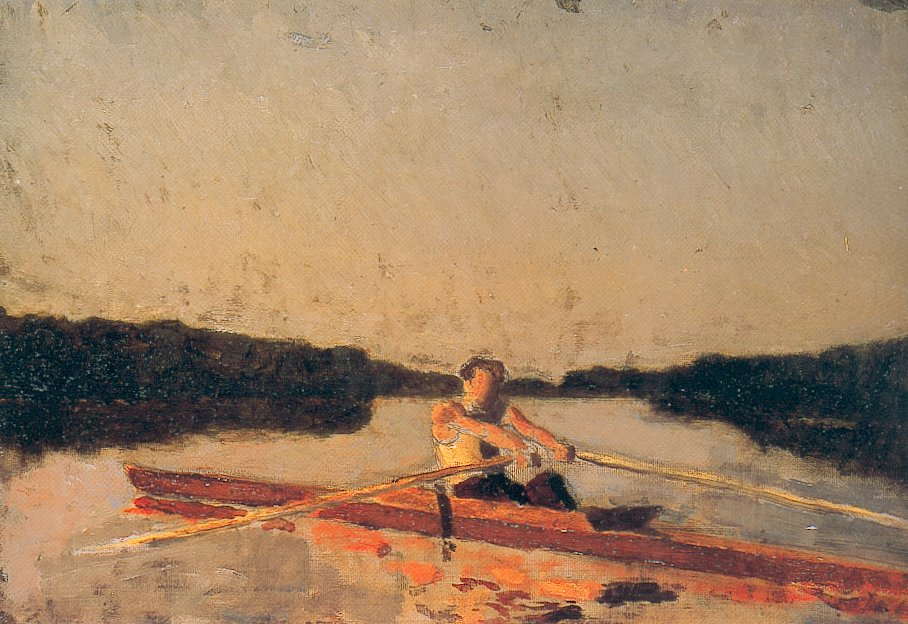
Studie von Max Schmitt, 1874

Eakins ist bekannt dafür, sehr genau auf die korrekte Perspektive zu achten. Erhaltene Skizzen und Zeichnungen deuten darauf hin, dass Eakins auch bei diesem Gemälde sehr methodisch vorging. Von einigen Gemälden ist bekannt, dass er Perspektivzeichnungen im Maßstab 1:1 anfertigte und die wesentlichen perspektivischen Merkmale dann durch Einstiche auf die Leinwand übertrug.
Wie auch bei den anderen Werken von Eakins arbeitete er mit einer fotografisch wirkenden Genauigkeit; trotzdem ist davon auszugehen, dass Eakins hier noch nicht mit Fotografien als Vorlage arbeitete, seine erste Kamera erwarb er erst 1880. Von späteren Werken ist belegt, dass er mit Wachspuppen und Modellen arbeitete.

## Einordnung in das Gesamtwerk

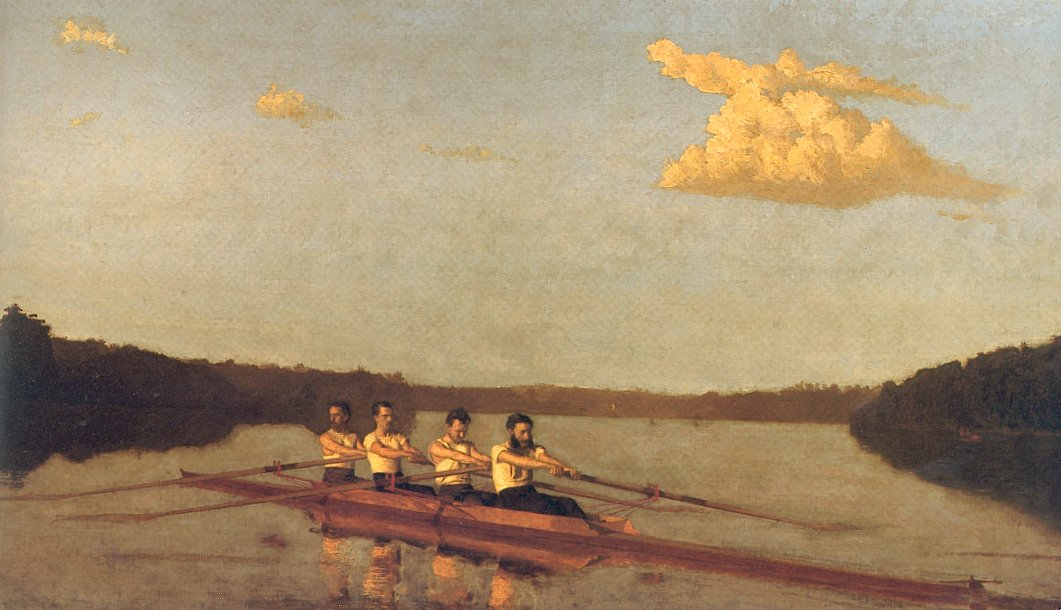
Oarsmen on the Schuylkill, 1874

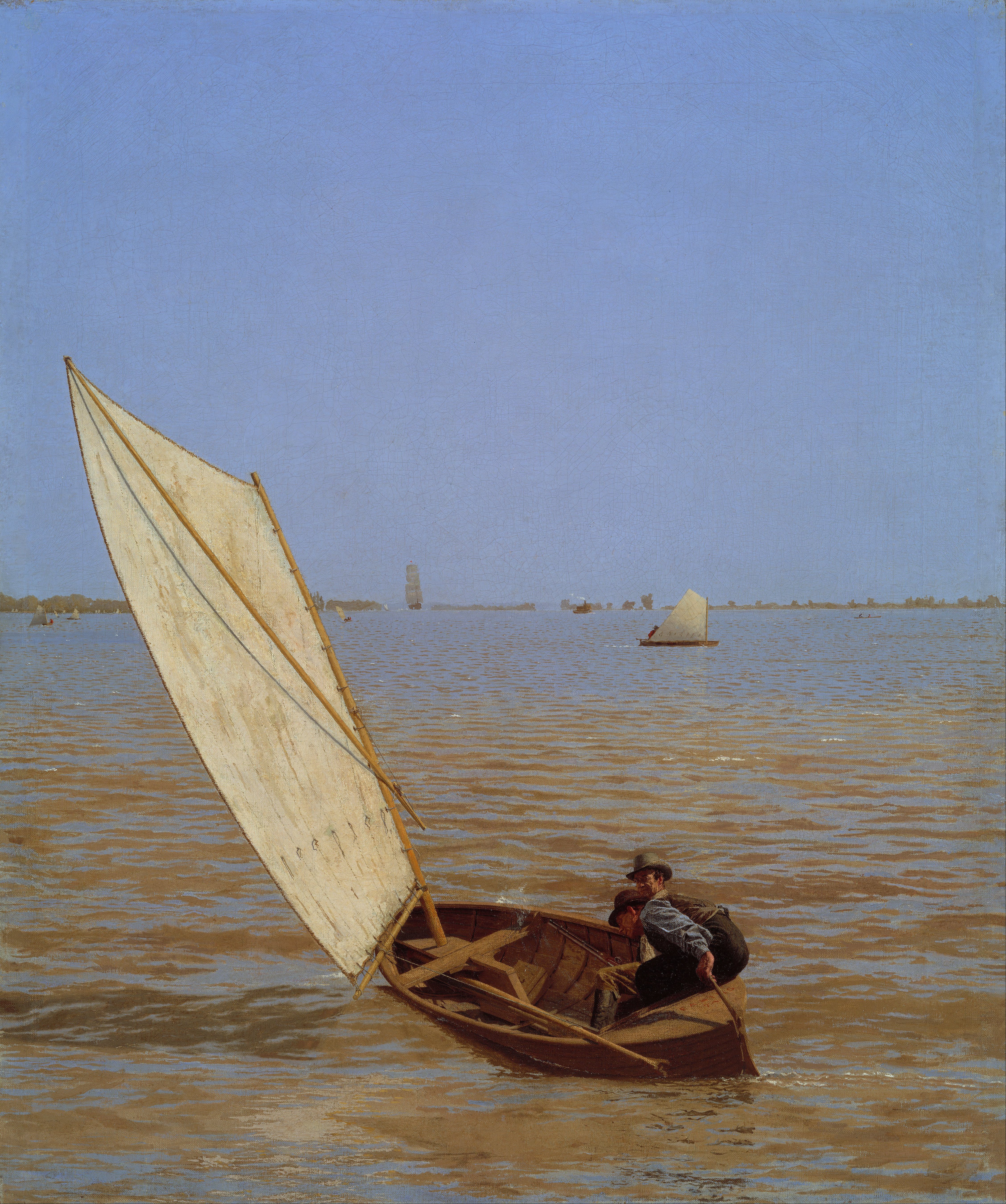
Starting out after Rail, 1874

Eakins kehrte 1870 von seiner Ausbildung aus Europa zurück. Seine ersten Arbeiten nach der Rückkehr waren konventionelle Porträts von Angehörigen und Freunden. Bald darauf begann er damit, Ruderbilder zu malen, die (abgesehen von dem noch in Europa entstandenen Gemälde A Street Scene in Seville) den Anfang einer Reihe von Freiluftbildern darstellen, zu denen auch Swimming gehört. Insgesamt umfassen die Ruderbilder sechs Ölgemälde und fünf Aquarelle, sie wurden zwischen 1871 und 1874 fertiggestellt. Eakins griff das Thema Rudern nie mehr auf, malte aber auch weiterhin verschiedene Freiluftbilder unterschiedlicher Art. In Eakins’ Spätwerk kommen Freiluftszenen nicht mehr vor.

## Rezeption
Die viertägige Ausstellung des Bildes in Philadelphia im April 1871 führte zu unterschiedlichen Reaktionen. Zwei in Philadelphia ansässige Zeitungen erwähnen in ihrer Berichterstattung das Gemälde. Das Philadelphia Bulletin äußert sich positiv:

“The latter artist, who has lately returned from Europe and the influence of Gérôme, has also a picture entitled ‚The Champion Single Sculls‘ (No. 137), which, though peculiar, has more than ordinary interest. The Artist, in dealing so boldly and broadly with the commonplace in nature, is working upon well-supported theories, and despite a somewhat scattered effect, gives promise of a conspicuous future.”

„Der letztere Künstler, der letztens aus Europa und vom Einfluß von Gérôme zurückgekehrt ist, zeigt auch ein Bild namens ‚The Champion Single Sculls‘ (Nr. 137), das, obwohl eigentümlich, mehr als gewöhnliches Interesse erweckt. Der Künstler, der sich selbstbewusst und ausführlich mit dem Gewöhnlichen der Natur beschäftigt, arbeitet mit gut gestützten Theorien, und trotz eines etwas unentschiedenen Eindrucks verspricht er eine bemerkenswerte Zukunft.“

Der Philadelphia Inquirer hingegen sieht Eakins’  Werk in einem kritischeren Licht:

“Thomas Eakins shows two, a portrait and a river scene, entitled ‚The Champion Sculls‘. While manifesting a marked ability, especially in the painting of the rower in the foreground, the whole effect is scarely satisfactory. The light on the water, on the rower and on the trees lining the bank indicates that the sun is blazing fiercely, but on looking upward one perceives a curiously dull leaden sky.”

„Thomas Eakins zeigt zwei [Werke], ein Porträt und eine Flußszene, betitelt ‚The Champion Sculls‘. Es beweist zwar deutliche Fähigkeiten, besonders bei dem Ruderer im Vordergrund, aber der gesamte Effekt ist wenig befriedigend. Das Licht auf dem Wasser, auf dem Ruderer und auf den Bäumen, die das Ufer säumen, deutet auf eine heftig flammende Sonne, doch aufblickend sieht man einen seltsam trübe bleiernen Himmel.“

Da das Gemälde in den kommenden 59 Jahren nicht mehr öffentlich gezeigt wurde, gibt es auch keine weiteren zeitgenössischen Kritiken. In der 1933 erschienenen ersten Biographie des Kunsthistorikers Lloyd Goodrich erwähnt dieser das Gemälde, ohne es aber weiter hervorzuheben.
Einem größeren deutschen Publikum wurde das Bild in den frühen 1980er Jahren bekannt durch seine Berücksichtigung in der Serie 100 Meisterwerke aus den großen Museen der Welt, wo es als das bekannteste und beste Ruderbild von Eakins gerühmt wurde.
Alice A. Carter schreibt über die Ruderbilder von Eakins und weist dabei auf Eakins’ besondere Kenntnisse der menschlichen Anatomie hin:

“His portraits of half-clad athletes caught in mid-action became a vehicle for his extraordinary understanding of anatomy.”

„Seine Porträts halbgekleideter Athleten mitten in der Bewegung wurden ein Vehikel für sein herausragendes Verständnis der Anatomie.“

In seinem Gedichtband The Mystery of Max Schmitt thematisiert Philip Dacey das Gemälde in einem der Gedichte. Dacey beklagt die kommende Kommerzialisierung des Rudersports und beschreibt in Versform den Inhalt des Gemäldes.

## Identität des Porträtierten

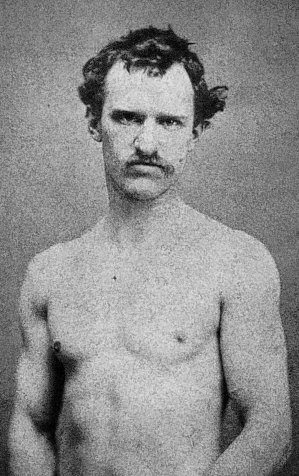
Foto von Max Schmitt, 1871

Max Schmitt (* 1842; † 1900) und Eakins waren seit ihrer gemeinsamen Schulzeit Freunde. Sie waren sowohl in der Grundschule als auch an der Philadelphia’s Central High School Klassenkameraden. Eakins erlernte bei dem deutschstämmigen Schmitt die deutsche Sprache. Schmitt war neben dem Rudern auch am Boxen interessiert, so erwähnt Eakins in einem Brief: Max Schmitt taught me a little about boxing, which I have forgotten. Von Beruf war Schmitt Rechtsanwalt.
Im Gegensatz zu Eakins war Schmitt Soldat im Amerikanischen Bürgerkrieg. Zu der Zeit, die das Gemälde darstellt, war Schmitt schon seit einigen Jahren ein lokaler Champion der Amateure im Rudern.

## Provenienz
Das Gemälde wurde 1871 unter dem Namen The Champion Single Sculls in der Union League of Philadelphia ausgestellt. Es war bis zu dessen Tod 1900 im Besitz von Max Schmitt. Anschließend war es bis 1930 im Besitz von Schmitts Witwe Louise S. M. Nache, dann bis 1933 im Besitz von Eakins’ Witwe Susan Macdowell Eakins. Von 1930 bis 1931 wurde es in den Babcock Galleries in New York angeboten, 1934 in den Milch Galleries ebenfalls in New York. Das Gemälde wurde dann 1934 vom Metropolitan Museum of Art aus Mitteln des The Alfred N. Punnett Endowment Fund und von George D. Pratt erworben.